# 1160-ті до н. е.

## Події
Бл. 1160 року до н. е. — захоплення еламітами Вавилону, міста Нижнього Межиріччя були піддані жорстокому погрому та грабунку.

## Правителі
- фараон Єгипту Рамсес III;
- цар Ассирії Ашшур-дан I;
- царі Вавилонії Мардук-апла-іддін I та Забаба-шум-іддін;
- цар Еламу Шутрук-Наххунте I;